# Вомбжезненский повет
Вомбжезненский повет (пол. Powiat wąbrzeski) — повет (район) в Польше, входит как административная единица в Куявско-Поморское воеводство. Центр повета — город Вомбжезьно. Занимает площадь 501,31 км². Население — 34 844 человека (на 31 декабря 2015 года).

## Административное деление
- города: Вомбжезьно
- городские гмины: Вомбжезьно
- сельские гмины: Гмина Дембова-Лонка, Гмина Ксёнжки, Гмина Плужница, Гмина Рыньск

## Демография
Население повета дано на 31 декабря 2015 года.
| Перепись            | Всего  | Мужчины | Женщины |
| ------------------- | ------ | ------- | ------- |
| Всего               | 34 844 | 17 105  | 17 739  |
| Городское население | 13 887 | 6616    | 7271    |
| Сельское население  | 20 957 | 10 489  | 10 468  |